# Церемошња
Церемошња је насеље у Србији у општини Кучево у Браничевском округу. Према попису из 2022. било је 199 становника. Недалеко од самог села, налази се истоимена пећина, која спада међу најпознатије у Србији.
Овде се налази Кућа Панте Грујића у Церемошњи.

## Демографија
У насељу Церемошња живи 245 пунолетних становника, а просечна старост становништва износи 42,8 година (40,3 код мушкараца и 45,4 код жена). У насељу има 95 домаћинстава, а просечан број чланова по домаћинству је 3,34.
Ово насеље је углавном насељено Србима (према попису из 2002. године), а у последња три пописа, примећен је пад у броју становника.
|  |

| Демографија | Демографија | Демографија |
| Година      | Становника  | Становника  |
| ----------- | ----------- | ----------- |
| 1948.       | 588         |             |
| 1953.       | 573         |             |
| 1961.       | 617         |             |
| 1971.       | 567         |             |
| 1981.       | 471         |             |
| 1991.       | 425         | 358         |
| 2002.       | 317         | 396         |
| 2011.       | 243         |             |

| Етнички састав према попису из 2002.‍ | Етнички састав према попису из 2002.‍ | Етнички састав према попису из 2002.‍ | Етнички састав према попису из 2002.‍ | Етнички састав према попису из 2002.‍ |
| ------------------------------------ | ------------------------------------ | ------------------------------------ | ------------------------------------ | ------------------------------------ |
|                                      |                                      |                                      |                                      |                                      |
| Срби                                 | Срби                                 |                                      | 253                                  | 79,81%                               |
| Власи                                | Власи                                |                                      | 53                                   | 16,71%                               |
| Румуни                               | Румуни                               |                                      | 3                                    | 0,94%                                |
| непознато                            | непознато                            |                                      | 3                                    | 0,94%                                |

| Година пописа     | 1948. | 1953. | 1961. | 1971. | 1981. | 1991. | 2002. |
| ----------------- | ----- | ----- | ----- | ----- | ----- | ----- | ----- |
| Број домаћинстава | 121   | 121   | 152   | 151   | 131   | 116   | 95    |

| Број чланова      | 1  | 2  | 3  | 4  | 5  | 6  | 7 | 8 | 9 | 10 и више | Просек |
| ----------------- | -- | -- | -- | -- | -- | -- | - | - | - | --------- | ------ |
| Број домаћинстава | 21 | 20 | 14 | 12 | 10 | 12 | 4 | 2 | 0 | 0         | 3,34   |

| Пол    | Укупно | Неожењен/Неудата | Ожењен/Удата | Удовац/Удовица | Разведен/Разведена | Непознато |
| ------ | ------ | ---------------- | ------------ | -------------- | ------------------ | --------- |
| Мушки  | 117    | 21               | 79           | 14             | 2                  | 1         |
| Женски | 137    | 14               | 92           | 26             | 5                  | 0         |
| УКУПНО | 254    | 35               | 171          | 40             | 7                  | 1         |

| Пол    | Укупно                    | Пољопривреда, лов и шумарство | Рибарство                            | Вађење руде и камена | Прерађивачка индустрија       |
| ------ | ------------------------- | ----------------------------- | ------------------------------------ | -------------------- | ----------------------------- |
| Мушки  | 85                        | 81                            | 0                                    | 0                    | 0                             |
| Женски | 92                        | 88                            | 0                                    | 0                    | 0                             |
| УКУПНО | 177                       | 169                           | 0                                    | 0                    | 0                             |
| Пол    | Производња и снабдевање   | Грађевинарство                | Трговина                             | Хотели и ресторани   | Саобраћај, складиштење и везе |
| Мушки  | 0                         | 0                             | 0                                    | 1                    | 1                             |
| Женски | 0                         | 0                             | 1                                    | 0                    | 0                             |
| УКУПНО | 0                         | 0                             | 1                                    | 1                    | 1                             |
| Пол    | Финансијско посредовање   | Некретнине                    | Државна управа и одбрана             | Образовање           | Здравствени и социјални рад   |
| Мушки  | 0                         | 0                             | 1                                    | 0                    | 1                             |
| Женски | 0                         | 0                             | 0                                    | 2                    | 1                             |
| УКУПНО | 0                         | 0                             | 1                                    | 2                    | 2                             |
| Пол    | Остале услужне активности | Приватна домаћинства          | Екстериторијалне организације и тела | Непознато            | Непознато                     |
| Мушки  | 0                         | 0                             | 0                                    | 0                    | 0                             |
| Женски | 0                         | 0                             | 0                                    | 0                    | 0                             |
| УКУПНО | 0                         | 0                             | 0                                    | 0                    | 0                             |